# Hymenaphorura parva
Hymenaphorura parva is een springstaartensoort uit de familie van de Onychiuridae. De wetenschappelijke naam van de soort is voor het eerst geldig gepubliceerd in 1996 door Skarzynski & Pomorski.